# Hội trường Tướng quân

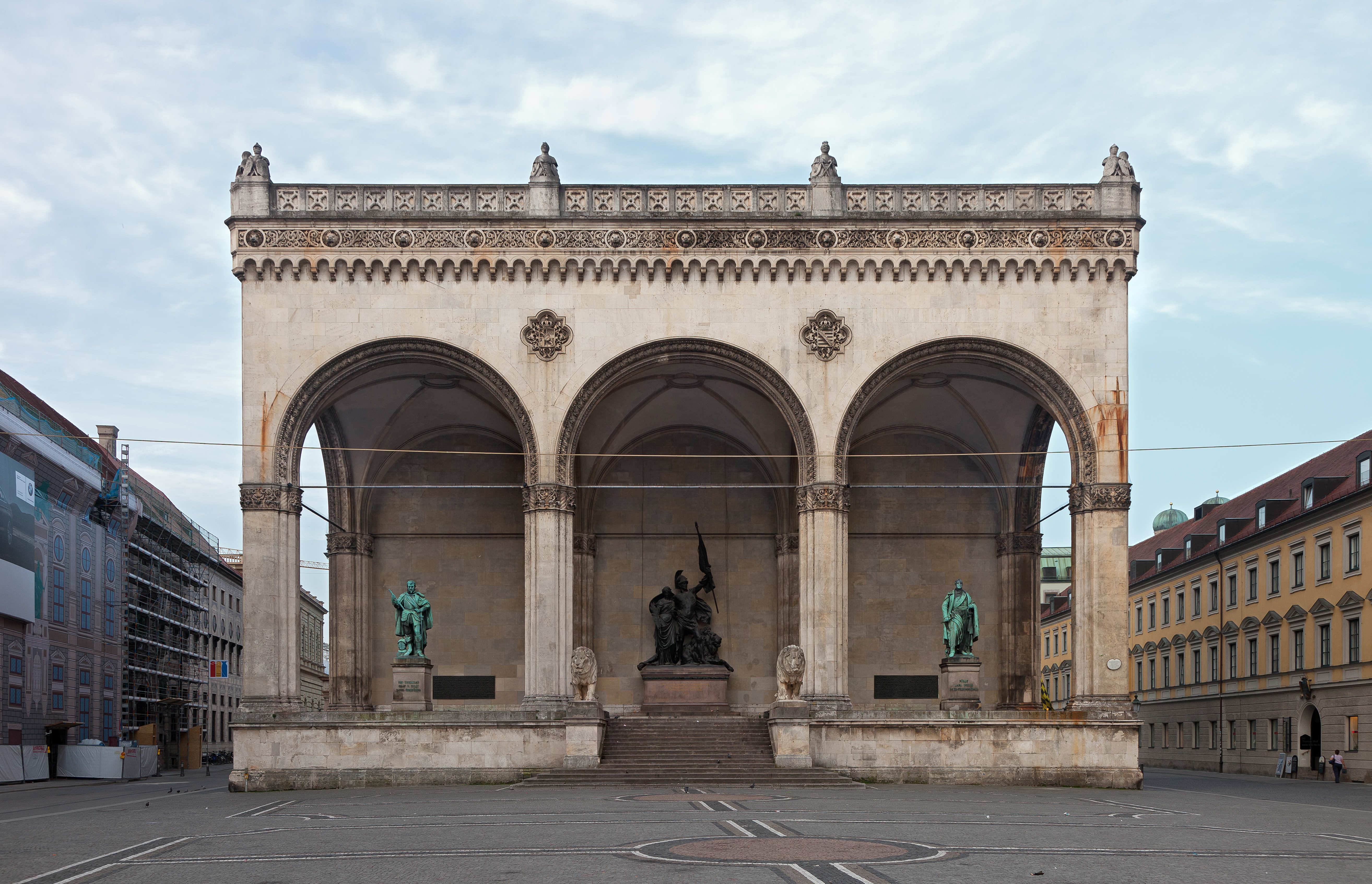
Feldherrnhalle

Hội trường Tướng quân (tiếng Đức: Feldherrnhalle) là một loggia tân cổ điển ở cuối phía nam của quảng trường Odeon ở Maxvorstadt, München, Đức. Khu vực này là một phần của khu vực bộ hành và điểm đến của nhiều du khách.

## Lịch sử và khái niệm
Hội trường Tướng quân được xây vào 1841-1844 bởi Friedrich von Gärtner dưới thời vua Ludwig I của Bayern theo mô hình của Loggia dei Lanzi ở Florence. Công trình xây dựng bằng đá vôi Kelheim bắt đầu cho các tòa nhà phía nam của đường Ludwig. Nó được xây để tạo sự hài hòa của quá trình chuyển đổi từ trung tâm lịch sử đến các đại lộ mới. Hội trường được xây để vinh danh quân đội Bayern tương ứng với Siegestor (khải hoàn môn) cách đó một cây số. Hai nhân vật chính của lịch sử quân sự Bayern, bá tước Tilly và hoàng tử Wrede được vinh danh với những bức tượng, được đúc từ thiết kế bởi Ludwig Schwanthaler  bằng đồng nấu chảy từ súng đại bác.
Các vụ tấn công trên không xuống München trong Thế chiến thứ hai chỉ gây thiệt hại tương đối nhỏ, sau đó nó được tu bổ lại từ 1950-1962.

## Hình ảnh

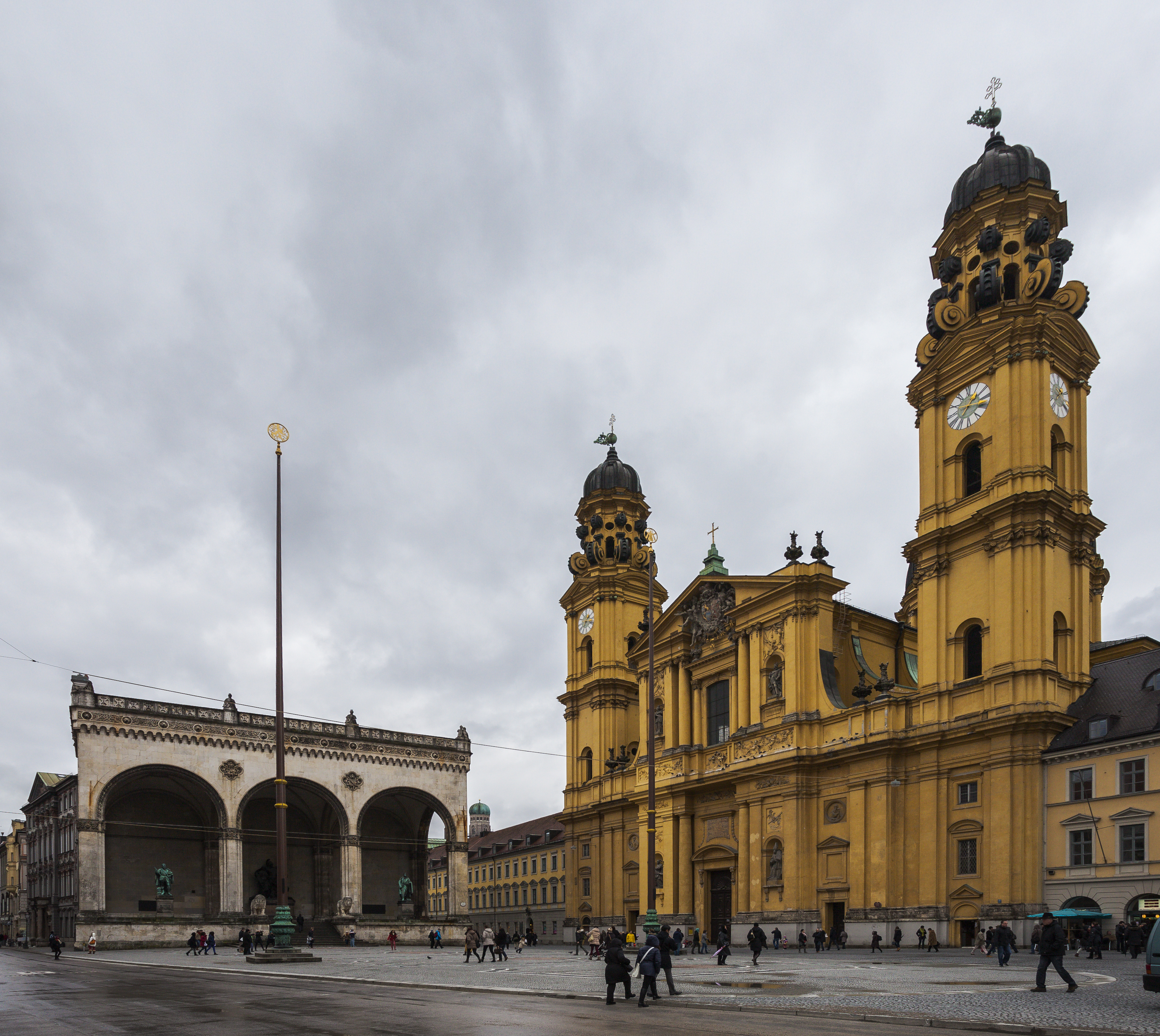
Feldherrnhalle và Theatinerkirche (bên phải)
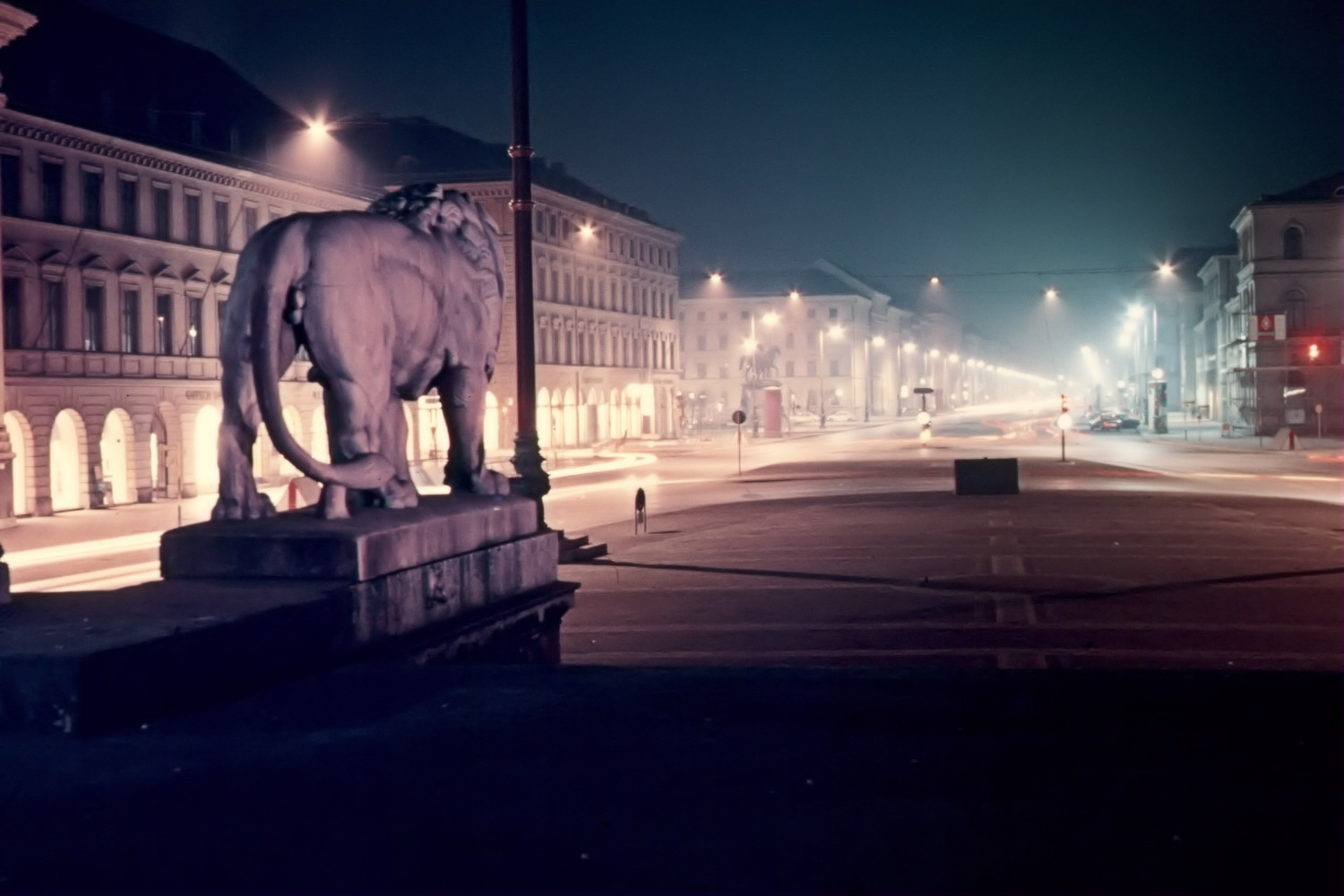
Nhìn tới Ludwigstraße
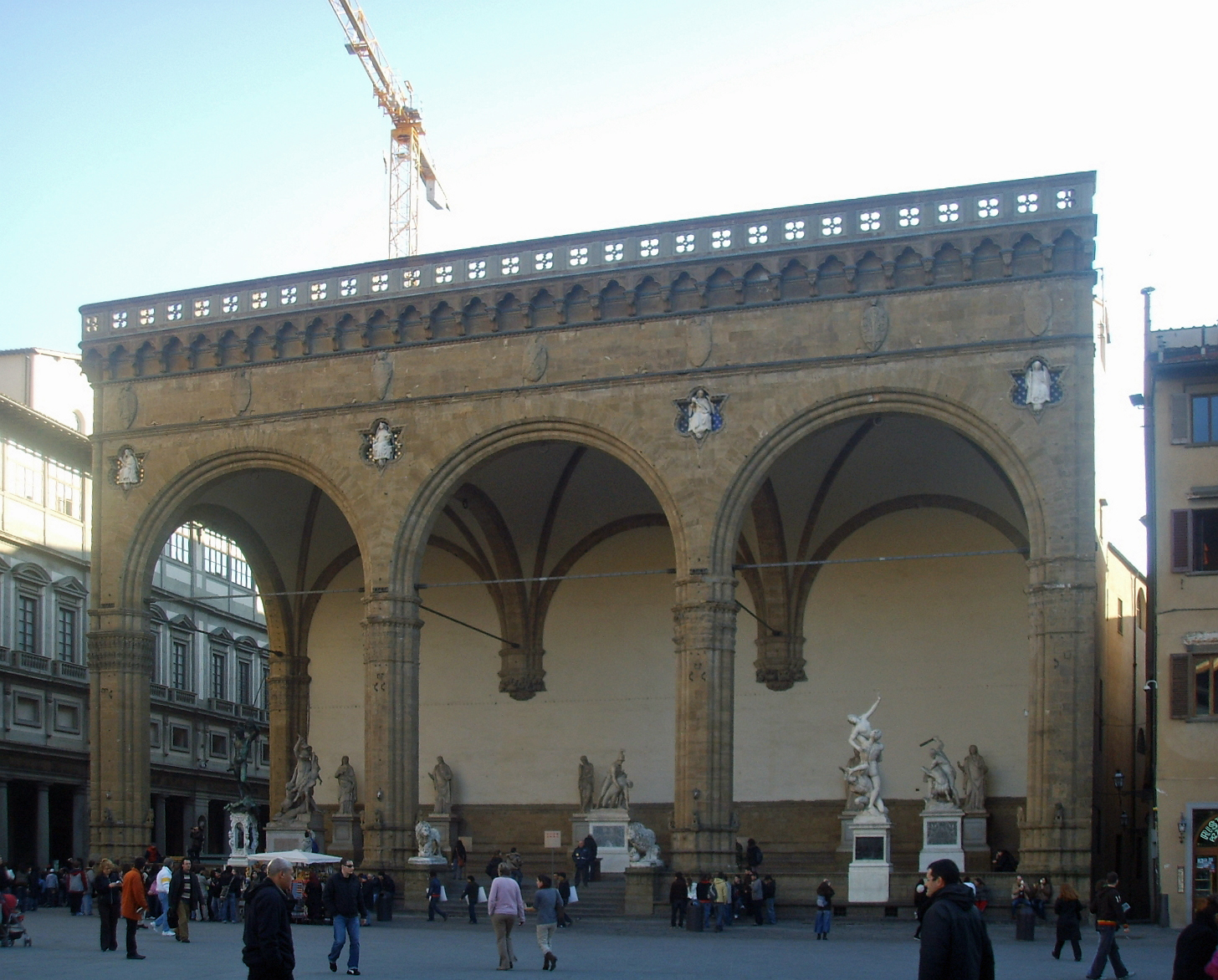
Loggia dei Lanzi ở Florence
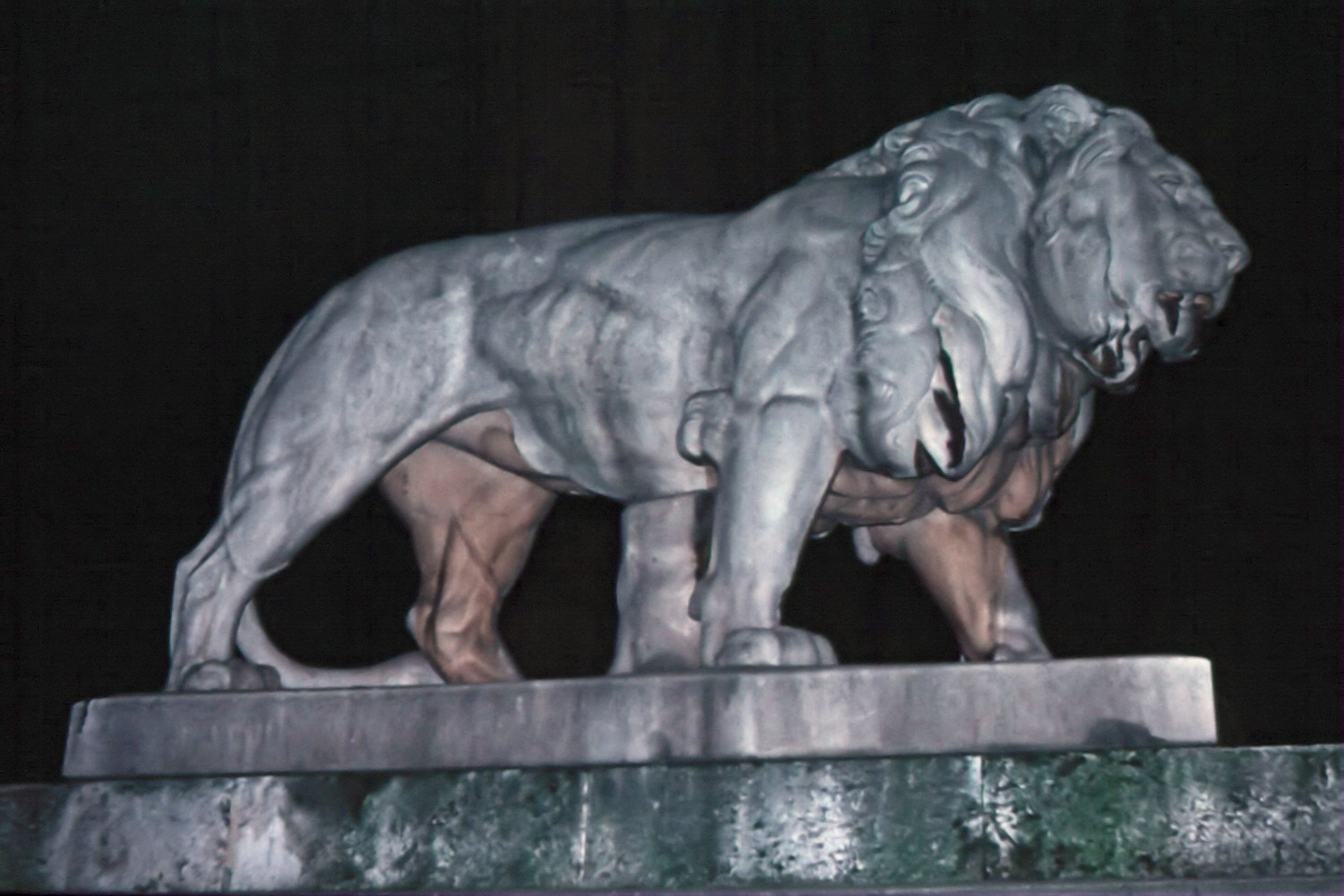
Tượng sư tử trên cổng hội trường
- Tình trạng khi chiến tranh chấm dứt 1945
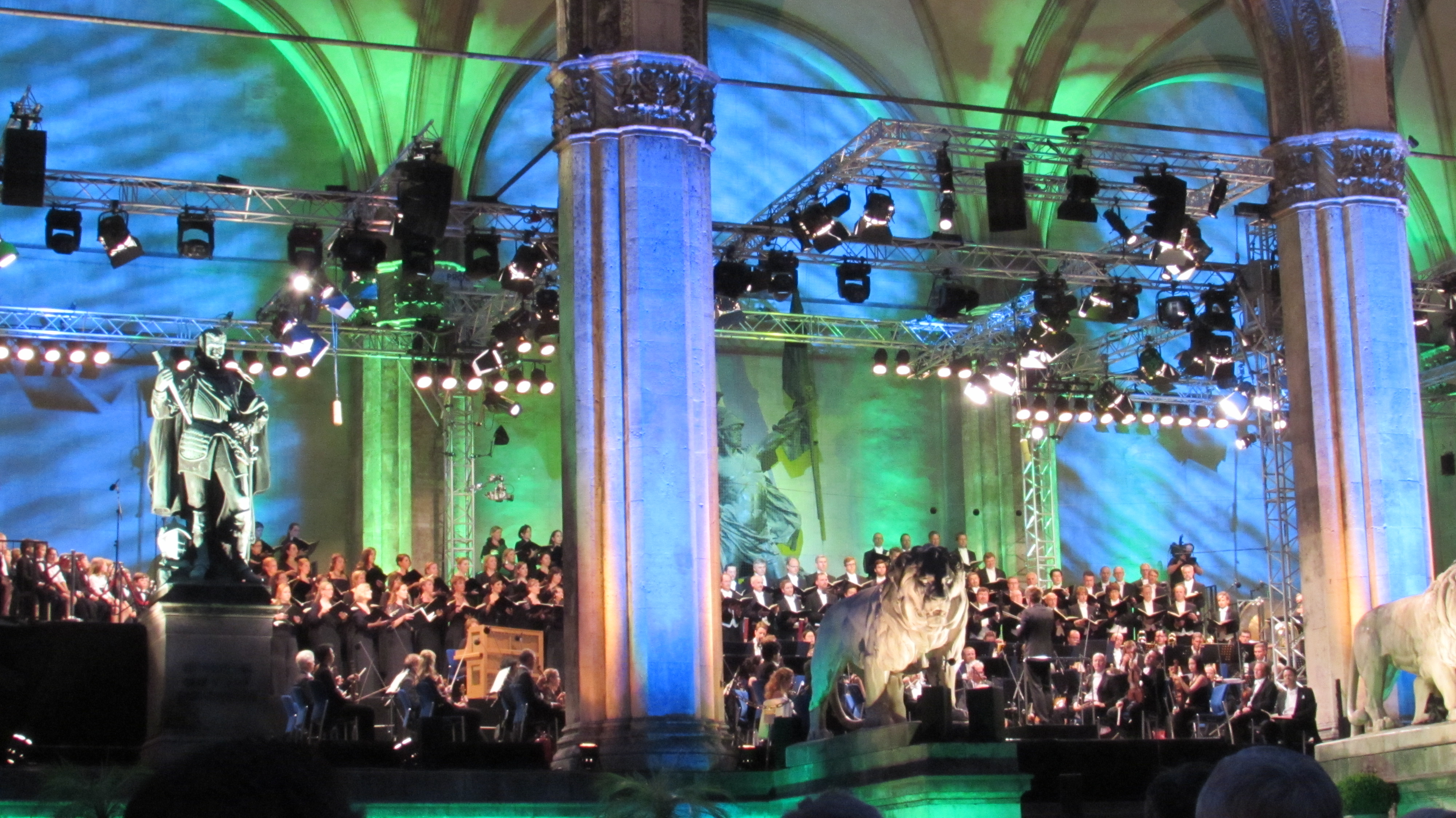
Được dùng làm nơi trình diễn ("Klassik am Odeonsplatz" / 2015)
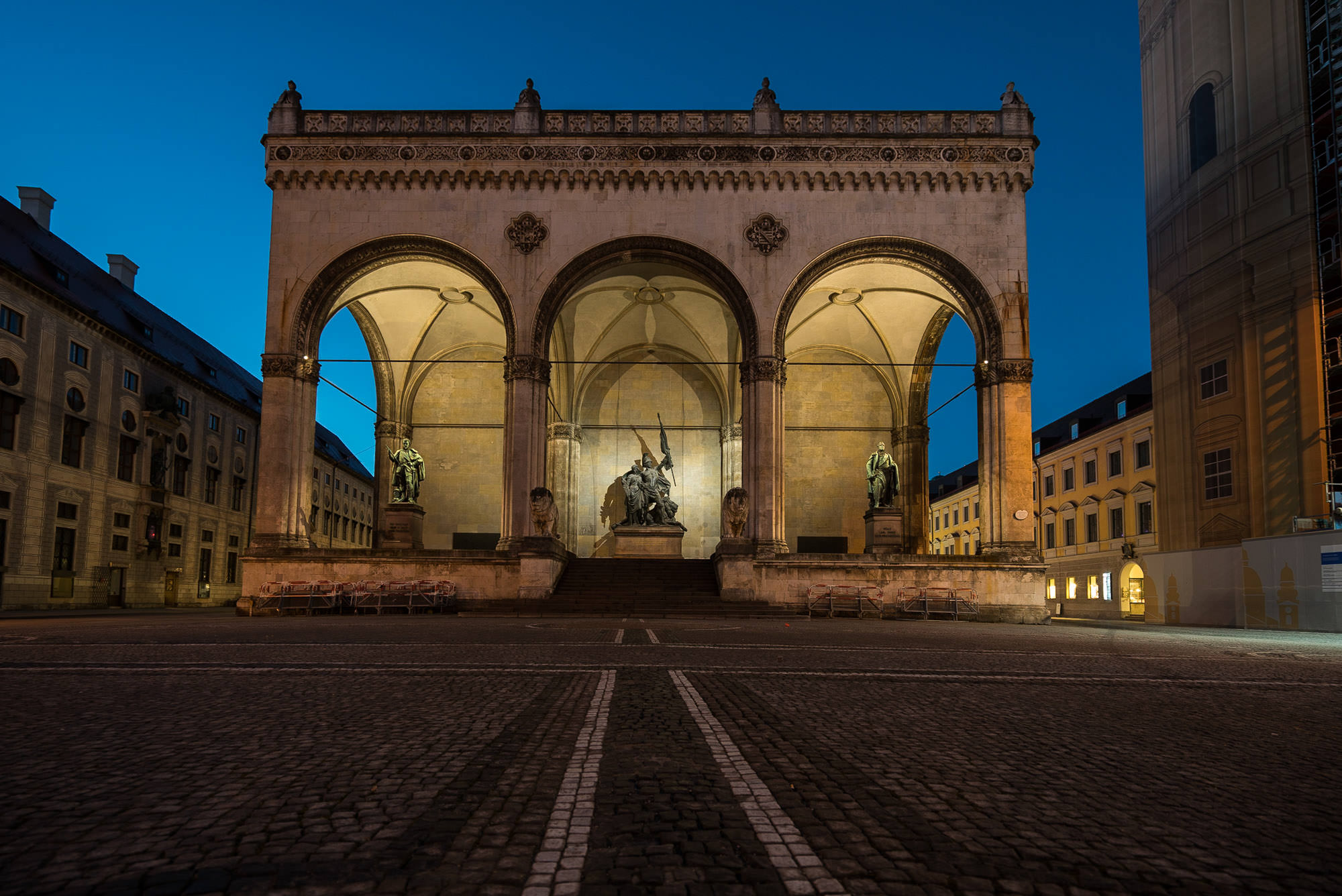
Feldherrnhalle về đêm